# 維利尼揚卡 (扎波羅熱區)
維利尼揚卡（烏克蘭語：Вільнянка），是烏克蘭東南部扎波羅熱州扎波羅熱區维利尼扬斯克市镇内的村落。處於維利尼揚卡河左岸，距離哈拉西夫卡1公里，始建於1898年，面積0.312平方公里，2001年人口74。